# Kasper Asgreen
Kasper Asgreen, né le 8 février 1995 à Kolding, est un coureur cycliste danois, membre de l'équipe EF Education EasyPost. 
Il a notamment remporté le Grand Prix E3 et le Tour des Flandres en 2021, ainsi qu'une étape du Tour de France 2023. Il est également champion du monde du contre-la-montre par équipes en 2018.

## Biographie

### Début de carrière
Kasper Asgreen pratique le dressage avant de s'orienter vers le cyclisme. Avec son poney Cindy, il remporte , entre autres, les championnats du district de Børkop  et participe à un total de 51 compétitions de dressage. Il commence à faire du vélo en 2008 au Kolding Bicycle Club, dont il reste membre durant sa carrière professionnelle.
Spécialiste du contre-la-montre, il obtient son premier résultat notable en 2014, où il se classe cinquième du championnat du Danemark du contre-la-montre espoirs. L'année suivante, il rejoint l'équipe continentale allemande MLP Bergstrasse. Après un an en Allemagne sans grand résultat, il retourne au Danemark et signe à partir du 1er janvier 2016 un contrat de deux ans avec l'équipe Trefor. Dès sa première saison, il est troisième du Grand Prix Viborg et du Tour de Berlin. Lors des championnats du Danemark, il est deuxième du contre-la-montre espoirs, puis troisième du contre-la-montre chez les élites. En fin d'année, il prend la cinquième place du championnat du monde du contre-la-montre espoirs (moins de 23 ans).
En 2017, il remporte le Grand Prix Viborg, sa première course internationale. Durant l'été, il devient champion du Danemark du contre-la-montre espoirs et  champion d'Europe du contre-la-montre espoirs à domicile. Il remporte l'or chez devant son compatriote Mikkel Bjerg. Il gagne également la première étape du Tour de l'Avenir, la dernière manche de la Coupe des Nations U23. Il porte le maillot jaune de leader du général pendant quatre jours. Annoncé comme l'un des favoris du championnat du monde du contre-la-montre espoirs, il doit se contenter de la septième place, à 1 minute et 30 secondes du nouveau champion du monde Bjerg. Fin 2017, il prolonge d'un an son contrat avec l'équipe, qui l'année précédente avait été reprise par Bjarne Riis et avait changé son nom en Team Virtu Cycling. Lors de l'intersaison, il est invité à un stage d'entrainement avec l'équipe World Tour Quick-Step Floors à Calp, en Espagne.
En début de saison 2018, il termine sixième du Trofeo Laigueglia, puis gagne la 1re étape et se classe deuxième de l'Istrian Spring Trophy.

### 2018-2024: chez  Quick Step

#### 2018: champion du monde de contre-la-montre par équipes

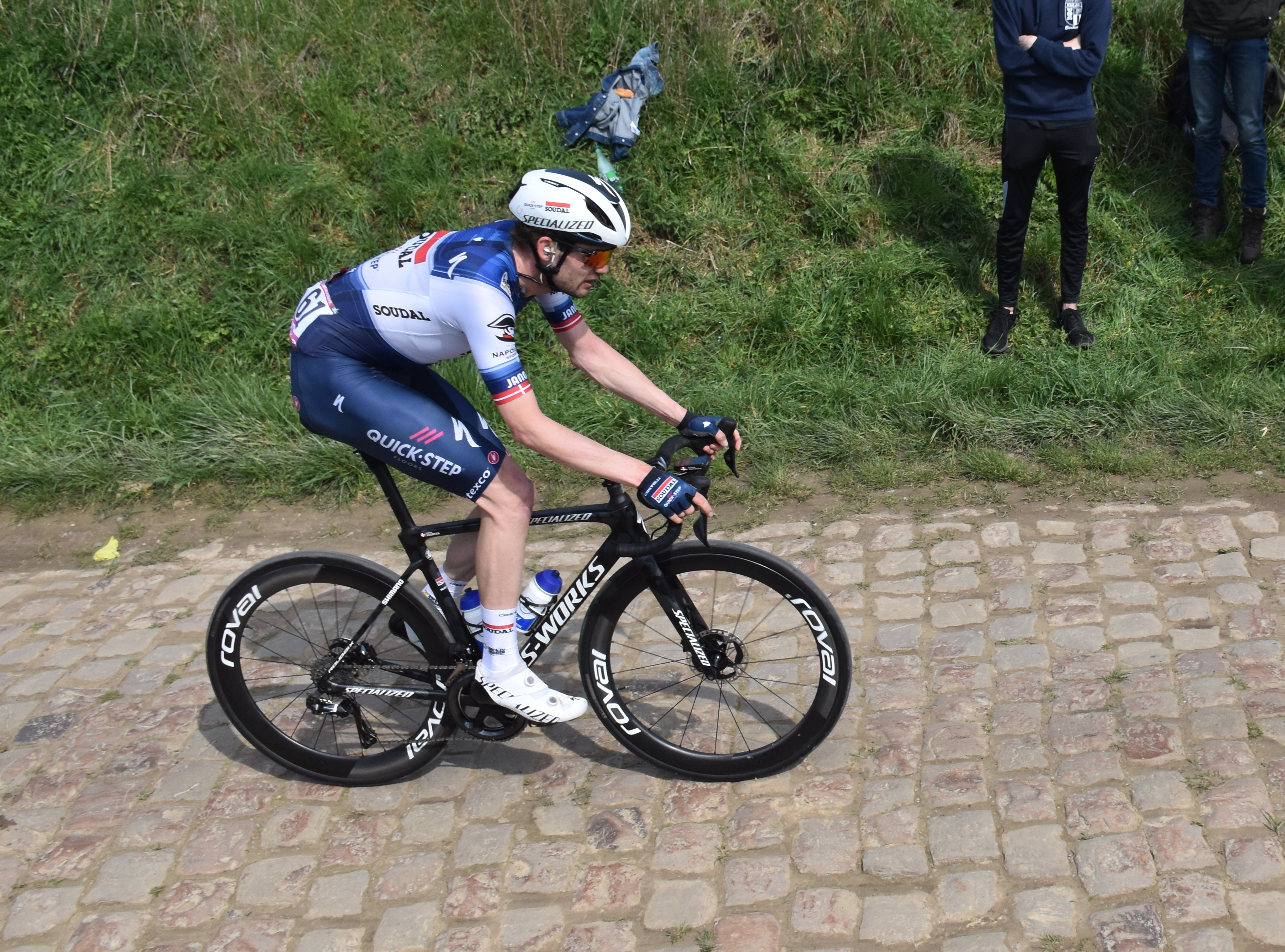
Kasper Asgreen lors de Paris-Roubaix 2023.

Le 27 mars 2018, il signe un contrat en cours de saisons avec l'équipe World Tour Quick-Step Floors, décimée par les blessures de Dries Devenyns, Petr Vakoc, Laurens De Plus et Fernando Gaviria. En août, il termine 26e du championnat d'Europe sur route à Glasgow. Avec l'équipe Quick-Step, il remporte le classement général du Hammer Limbourg, une compétition par équipes de trois jours. Plus tard, il participe au Tour d'Espagne et termine son premier grand tour en 124e position. Aux championnats du monde, il est aligné dans l'équipe Quick-Step pour le contre-la-montre par équipes et devient champion du monde dans la discipline. Il est également sélectionné pour la première fois aux mondiaux sur route chez les élites. Aligné avec un rôle d'équipier pour Jakob Fuglsang et Michael Valgren, il fait partie d'une longue échappée qui est reprise dans le dernier tour, terminant finalement 52e.

#### 2019: champion de Danemark du contre-la-montre

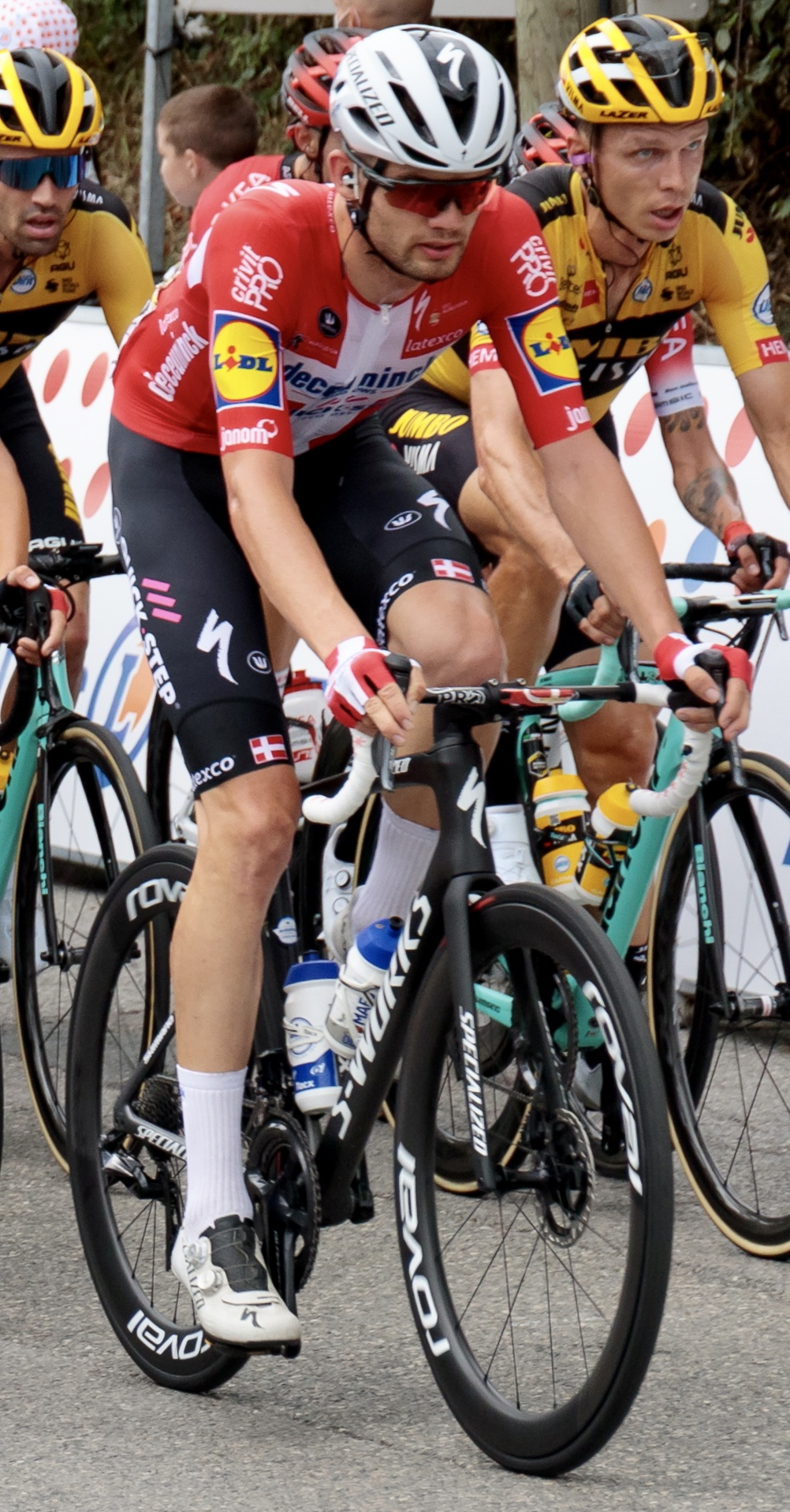
Kasper Asgreen avec le maillot de champion du Danemark, au départ de la 1re étape du Tour de France 2020.

En 2019, il obtient sa place au dernier moment dans l'équipe Deceuninck-Quick Step pour disputer le Tour des Flandres en tant qu'équipier. Après avoir emmené le peloton durant plusieurs kilomètres et pris part à une échappée pour protéger ses leaders, il s'extirpe du groupe des favoris dans les cinq derniers kilomètres et décroche une deuxième place surprise, pour sa première participation. Au cours de l'été, il se montre performant dans d'autres types de courses. En puncheur, il gagne la deuxième étape du Tour de Californie et décroche ainsi son premier succès sur le World Tour. À l'aise en montagne, il se classe troisième du classement général final, à 16 secondes du vainqueur Tadej Pogačar et gagne également le classement par points. Dans la foulée, il brille sur le Tour de Suisse (trois tops 5 et un jour avec le maillot de leader) et s'adjuge le titre de champion du Danemark du contre-la-montre ainsi que la deuxième place du contre-la-montre individuel des championnats d'Europe de cyclisme sur route, derrière son coéquipier Elia Viviani. En juillet, il participe pour la première fois au Tour de France, avec un rôle d'équipier pour Elia Viviani et Julian Alaphilippe. Lors de la 17e étape, Asgreen, qui a eu l'occasion de jouer sa carte, termine à la deuxième place, 37 secondes derrière Matteo Trentin. Après le Tour, il est médaillé d'argent du championnat d'Europe du contre-la-montre à 18 secondes de son coéquipier Remco Evenepoel. Fin août, il gagne une étape du Tour d'Allemagne lors d'un sprint à deux face à Jasper Stuyven.

#### 2020: champion de Danemark
En mars 2020, il remporte la semi-classique Kuurne-Bruxelles-Kuurne, après une attaque en solitaire dans les neuf derniers kilomètres. Il se classe ensuite troisième du contre-la-montre de Paris-Nice, juste avant que la saison ne s'arrête en raison de la pandémie de Covid-19. Au mois d'août, il devient pour la première fois champion du Danemark sur route. Comme la Fédération danoise n'envoie pas d'équipe aux championnats d'Europe pour des raisons financières et de calendrier resserré, il ne peut défendre sa médaille d'argent du contre-la-montre. Il participe au Tour de France, où il établit un record de vitesse en atteignant 97,1 kilomètres à l'heure dans la descente du Col de Menté. En fin d'année, il est sixième du championnat du monde du contre-la-montre et décroche un nouveau titre de champion du Danemark du contre-la-montre,. Il termine également dans le top 15 de trois classiques pavées.

#### 2021: victoire au Tour des Flandres
Le 26 mars 2021, après un début de saison en retrait, il remporte au solitaire le Grand Prix E3, sa première classique flandrienne, après avoir placé une attaque à 5 kilomètres de l'arrivée et profité du surnombre de son équipe. La semaine suivante, il bat au sprint le Néerlandais Mathieu Van der Poel pour s'adjuger le Tour des Flandres, le premier « Monument » de sa carrière. Il est le deuxième Danois à remporter cette classique, après Rolf Sørensen en 1997. Le mois suivant, il gagne le contre-la-montre du Tour de l'Algarve et prend la troisième place du général. Après un bon Critérium du Dauphiné, il est champion du Danemark du contre-la-montre pour la troisième année consécutive. Lors du Tour de France, il se classe notamment deuxième du dernier contre-la-montre à 21 secondes de Wout van Aert. Sélectionné pour les Jeux olympiques de Tokyo, il abandonne la course en ligne et se classe septième du contre-la-montre. En fin de saison, il est quatrième de la Course des raisins et du championnat du monde du contre-la-montre, ainsi que septième du championnat d'Europe du contre-la-montre.

#### 2022: saison décevante
En début de saison 2022, un test positif au SARS-CoV-2 l'amène à renoncer à participer au Tour de La Provence. Durant la campagne des classiques printanières, il est troisième des Strade Bianche, dixième de l'E3 Saxo Bank Classic, puis sixième de l'Amstel Gold Race. Après le Tour de Suisse où il subit une chute, Asgreen est sélectionné pour le Tour de France qui s'élance de son pays, le Danemark. Blessé au genou gauche, conséquence de sa chute du Tour de Suisse, Asgreen abandonne avant le départ de la neuvième étape. Atteint d'un « syndrome de fatigue » lié à sa chute et à ses efforts pour pouvoir être au départ du Tour de France, son équipe annonce la fin de sa saison au mois d'août.

#### 2023: victoire d'étape sur le Tour de France
Il reprend la saison en janvier 2023 à l'occasion du Challenge de Majorque. Son meilleur résultat sur les classiques est une septième place au Tour des Flandres. En mai, il termine troisième du contre-la-montre des Quatre Jours de Dunkerque et est alors deuxième du classement général. Le lendemain, le premier, Benjamin Thomas, est distancé à la suite d'une chute dans un secteur pavé, ce qui permet à Asgreen d'endosser le maillot rose. Distancé sur l'étape-reine par une attaque de Romain Grégoire dans l'ascension de Cassel, il cède au Français la tête du classement général pour 13 secondes. Le mois suivant, il devient champion du Danemark du contre-la-montre pour la quatrième fois. En juillet, il gagne à Bourg-en-Bresse la 18e étape du Tour de France, après une longue échappée à trois, puis à quatre, réussissant à piéger le peloton sur une étape de plaine. Le lendemain, il rate de peu le doublé à Poligny, battu de quelques centimètres par Matej Mohorič dans un sprint à trois. En septembre, il gagne la dernière étape du Tour de Slovaquie devant deux coéquipiers.

### Depuis 2025: chez EF Education

#### 2025: victoire d'étape sur le Tour d'Italie
Après un an et demi sans victoire, Asgreen remporte la 14e étape du Tour d'Italie, pourtant promise aux sprinteurs. Il fait partie d'une première échappée de onze coureurs, puis d'une deuxième où il est accompagné par Louis Meintjes, Clément Davy, Mirco Maestri et Martin Marcellusi. Malgré une faible avance, l'échappée résiste, Asgreen lâche les deux derniers à 6 km de l'arrivée et il gagne en solitaire à Nova Gorica.

## Caractéristiques
Au sein de Deceuninck-Quick Step, Asgreen a d'abord un rôle d'équipier qui évolue au fil du temps. Surprenant deuxième du Tour des Flandres en 2019, sa victoire sur Kuurne-Bruxelles-Kuurne 2020 l'amène à être considéré comme un outsider sur les classiques flandriennes. Il confirme les attentes lors de ses victoires sur le Grand Prix E3 et le Tour des Flandres en 2021. Il est classé comme étant un rouleur et a à son palmarès plusieurs résultats significatifs en contre-la-montre. Il préfère s'entraîner en extérieur plutôt que de pratiquer du home-trainer.

## Palmarès, résultats et classements

### Palmarès
| - 2016 - Champion du Danemark du contre-la-montre par équipes - 2e du championnat du Danemark du contre-la-montre espoirs - 3e du championnat du Danemark du contre-la-montre - 3e du Grand Prix Viborg - 3e du Tour de Berlin - 5e du championnat du monde du contre-la-montre espoirs - 2017 - Champion d'Europe du contre-la-montre espoirs - Champion du Danemark du contre-la-montre espoirs - Grand Prix Viborg - 1re étape du Tour de l'Avenir - 2e du championnat du Danemark du contre-la-montre - 3e du championnat du Danemark du contre-la-montre par équipes - 7e du championnat du monde du contre-la-montre espoirs - 2018 - Champion du monde du contre-la-montre par équipes - 1re étape de l'Istrian Spring Trophy - 2e de l'Istrian Spring Trophy - 2019 - Champion du Danemark du contre-la-montre - 2e étape du Tour de Californie - 3e étape du Tour d'Allemagne - Médaillé d'argent du championnat d'Europe du contre-la-montre - 2e du Tour des Flandres - 2e du championnat du Danemark sur route - 3e du Tour de Californie - 2020 - Champion du Danemark sur route - Champion du Danemark du contre-la-montre - Kuurne-Bruxelles-Kuurne - 6e du championnat du monde du contre-la-montre - 9e des Trois Jours de Bruges-La Panne | - 2021 - Champion du Danemark du contre-la-montre - E3 Saxo Bank Classic - Tour des Flandres - 4e étape du Tour de l'Algarve (contre-la-montre) - 3e du Tour de l'Algarve - 4e du championnat du monde du contre-la-montre - 7e du contre-la-montre des Jeux olympiques - 7e du championnat d'Europe du contre-la-montre - 2022 - 3e des Strade Bianche - 6e de l'Amstel Gold Race - 10e de l'E3 Saxo Bank Classic - 2023 - Champion du Danemark du contre-la-montre - 18e étape du Tour de France - 5e étape du Tour de Slovaquie - 2e des Quatre Jours de Dunkerque - 7e du Tour des Flandres - 2024 - 2e du championnat du Danemark sur route - 3e du championnat du Danemark du contre-la-montre - 6e du championnat du monde du contre-la-montre - 8e du championnat d'Europe du contre-la-montre - 2025 - 14e étape du Tour d'Italie - 3e du championnat du Danemark du contre-la-montre |  |

### Résultats sur les grands tours

#### Tour de France
6 participations
- 2019 : 122e
- 2020 : 114e
- 2021 : 64e
- 2022 : non partant (9e étape)
- 2023 : 87e, vainqueur de la 18e étape
- 2025 : 91e

#### Tour d'Italie
1 participation
- 2025 : 115e, vainqueur de la 14e étape

#### Tour d'Espagne
2 participations
- 2018 : 134e
- 2024 : 120e

### Classiques et grands championnats
Ce tableau présente les résultats de Kasper Asgreen sur les courses d'un jour de l'UCI World Tour auxquelles il a participé, ainsi qu'aux différentes compétitions internationales.
| Légende | Légende | Légende | Légende     | Légende | Légende              | Légende | Légende       |
| ------- | ------- | ------- | ----------- | ------- | -------------------- | ------- | ------------- |
| AB      | Abandon | HD      | Hors-délais | -       | Pas de participation | ×       | Pas d'épreuve |

| Année | Circuit Het Nieuwsblad | Strade Bianche | Milan-San Remo | Classic Bruges-La Panne | Grand Prix E3 | Gand-Wevelgem | À travers les Flandres | Tour des Flandres | Paris-Roubaix | Amstel Gold Race | Classique de Saint-Sébastien | EuroEyes Cyclassics | Grand Prix de Québec | Grand Prix de Montréal | Tour de Lombardie | Europe - CLM | Europe - Course en ligne | JO - CLM | JO - course en ligne | Mondial - CLM | Mondial - course en ligne |
| ----- | ---------------------- | -------------- | -------------- | ----------------------- | ------------- | ------------- | ---------------------- | ----------------- | ------------- | ---------------- | ---------------------------- | ------------------- | -------------------- | ---------------------- | ----------------- | ------------ | ------------------------ | -------- | -------------------- | ------------- | ------------------------- |
| 2018  | -                      | -              | -              | -                       | -             | -             | -                      | -                 | -             | -                | 78e                          | 99e                 | -                    | -                      | AB                | -            | 26e                      | x        | x                    | -             | 52e                       |
| 2019  | -                      | -              | -              | 69e                     | 48e           | -             | 143e                   | 2e                | 50e           | -                | -                            | -                   | 27e                  | 20e                    | -                 | 2e           | 38e                      | x        | x                    | 17e           | AB                        |
| 2020  | 35e                    | AB             | 72e            | 9e                      | x             | 11e           | x                      | 13e               | x             | x                | x                            | x                   | x                    | x                      | -                 | -            | -                        | x        | x                    | 6e            | -                         |
| 2021  | 49e                    | 25e            | 99e            | -                       | Vainqueur     | -             | 30e                    | Vainqueur         | 68e           | -                | -                            | x                   | x                    | x                      | -                 | 7e           | -                        | 7e       | AB                   | 4e            | AB                        |
| 2022  | 76e                    | 3e             | -              | -                       | 10e           | 32e           | -                      | 23e               | 44e           | 6e               | -                            | -                   | -                    | -                      | -                 | -            | -                        | x        | x                    | -             | -                         |
| 2023  | -                      | -              | 36e            | -                       | 51e           | 93e           | -                      | 7e                | AB            | -                | -                            | -                   | -                    | -                      | -                 | -            | -                        | x        | x                    | 14e           | AB                        |
| 2024  | AB                     |                |                |                         |               |               |                        |                   |               |                  |                              |                     |                      |                        |                   |              |                          |          |                      |               |                           |

### Classements mondiaux
| Année                                 | 2016 | 2017 | 2018 | 2019 | 2020 | 2021 | 2022 | 2023 | 2024 |
| ------------------------------------- | ---- | ---- | ---- | ---- | ---- | ---- | ---- | ---- | ---- |
| UCI World Tour                        | nc   | nc   | 391e |      |      |      |      |      |      |
| Classement mondial                    | 594e | 359e | 297e | 58e  | 58e  | 23e  | 143e | 89e  | 227e |
| UCI Europe Tour                       | 579e | 211e | 267e | 46e  | 48e  | 20e  | 120e | 70e  | nc   |
| UCI Asia Tour                         | 152e | nc   | nc   |      |      |      |      |      |      |
|                                       |      |      |      |      |      |      |      |      |      |
| Légende : nc = non classéSource : UCI |      |      |      |      |      |      |      |      |      |